# 建武 (后赵)
建武（335年-348年）是十六国时期后赵政权后赵武帝石虎的第一个年号，共计14年。

## 纪年
| 建武 | 元年   | 二年   | 三年   | 四年   | 五年  | 六年  | 七年  | 八年  | 九年  | 十年  |
| ---- | ------ | ------ | ------ | ------ | ----- | ----- | ----- | ----- | ----- | ----- |
| 公元 | 335年  | 336年  | 337年  | 338年  | 339年 | 340年 | 341年 | 342年 | 343年 | 344年 |
| 干支 | 乙未   | 丙申   | 丁酉   | 戊戌   | 己亥  | 庚子  | 辛丑  | 壬寅  | 癸卯  | 甲辰  |
| 建武 | 十一年 | 十二年 | 十三年 | 十四年 |       |       |       |       |       |       |
| 公元 | 345年  | 346年  | 347年  | 348年  |       |       |       |       |       |       |
| 干支 | 乙巳   | 丙午   | 丁未   | 戊申   |       |       |       |       |       |       |

## 参看
- 中国年号索引
- 其他时期使用的建武年号
- 同期存在的其他政权年号
  - 咸康（335年-342年）：东晋皇帝晉成帝司馬衍的年号
  - 建元（343年-344年）：东晋皇帝晉康帝司馬岳的年号
  - 永和（345年-356年）：东晋皇帝晉穆帝司馬聃的年号
  - 建兴：前凉政权年号
  - 玉恒（335年-338年三月）：成汉政权李期年号
  - 汉兴（338年四月-343年）：成汉政权李寿年号
  - 太和（344年-346年九月）：成汉政权李势年号
  - 嘉宁（346年十月-347年三月）：成汉政权李势年号
  - 龙兴（337年七月）：后赵时期农民起义领袖侯子光年号
  - 建国（338年十一月-376年）：代政权拓跋什翼犍年号